# Брайде Рантцау
Брайде Рантцау (на немски: Breide Rantzau; † ok. 1460) е благородник от Рантцау в Южен Шлезвиг-Холщайн и Дания, господар на Крумендик и Гламбек в Шлезвиг-Холщайн.
Той е син на Кай Рантцау († сл. 1411), господар на Крумендик, и внук на Кай Рантцау († сл. 1377). Правнук е на Йохан Рантцау († сл. 1326) и Абел фон Брайде (* ок. 1309). Потомък е на Кай Рантцау († сл. 1304) и Кристина Рантцау († сл. 1326).
Родът Рантцау принадлежи към най-богатите и влиятелни фамилии на Шлезвиг-Холщайн, през 16 и 17 век е собственик на ок. 70 имоти в страната.

## Фамилия
Брайде Рантцау се жени за Друда Ратлау († 1451), вдовица на рицар Волдемар фон Рантцау († сл. 1398), син на прадядо му Йохан Рантцау († сл. 1326), дъщеря на Емеке Ратлоу-Футеркамп († сл. 1430). Те имат три сина:
- Хенрик/ Хайнрих Рантцау (* ок. 1437; † 1497), господар на Брайтенбург, амтман на дворец Щайнбург при Ицехое, женен ок. 1480 г. за Олегаард (Оелгард) фон Бухвалд (* ок. 1458; † ок. 1538), дъщеря на Дитлев Бухвалд († ок. 1487) и Магдалена Хумерсбютел († 1501)
- Петер Рантцау (ок. 1430/ пр. 1450; † 1510), пфандхер и шериф на Хадерслебен, шериф на Мьогелтондерн, женен за Маргарета фон Алефелдт († сл. 1510), дъщеря на граф Бенедикт фон Алефелдт (1425 – 1476) и Доротея Хеестен († сл. 1497)
- Кай Рантцау († сл. 1459); има дъщеря